# Yann Mollinari
Yann Mollinari, né le 22 mars 1975 à Montpellier, est un joueur français de basket-ball évoluant à Mandelieu.

## Carrière
- 1993-2002:  Antibes (Pro A)
- 2002-2003:  Hyères-Toulon (Pro A)
- 2003-2004:  Inowrocław (PLK)
- 2004-2005:  Zgorzelec (PLK)
- 2005:  ASVEL (Pro A)
- 2005-2006:  Zgorzelec (PLK)
- 2006-2009:  Antibes (Pro B et NM1)
- 2009-2010:  Mandelieu (NM2)
- 2010-2012:  Golfe-Juan (NM3 et NM2)
- 2017-2018: coach de l'équipe de Villeneuve Loubet invaincue de la saison

## Palmarès
- Champion de France NM1 (3e division) : 2008